# Negotinac
Negotinac (Servisch cyrillisch Неготинац) is een plaats in de Servische gemeente Novi Pazar. De plaats telt 6 inwoners (2002).